# Parco Rile Tenore Olona

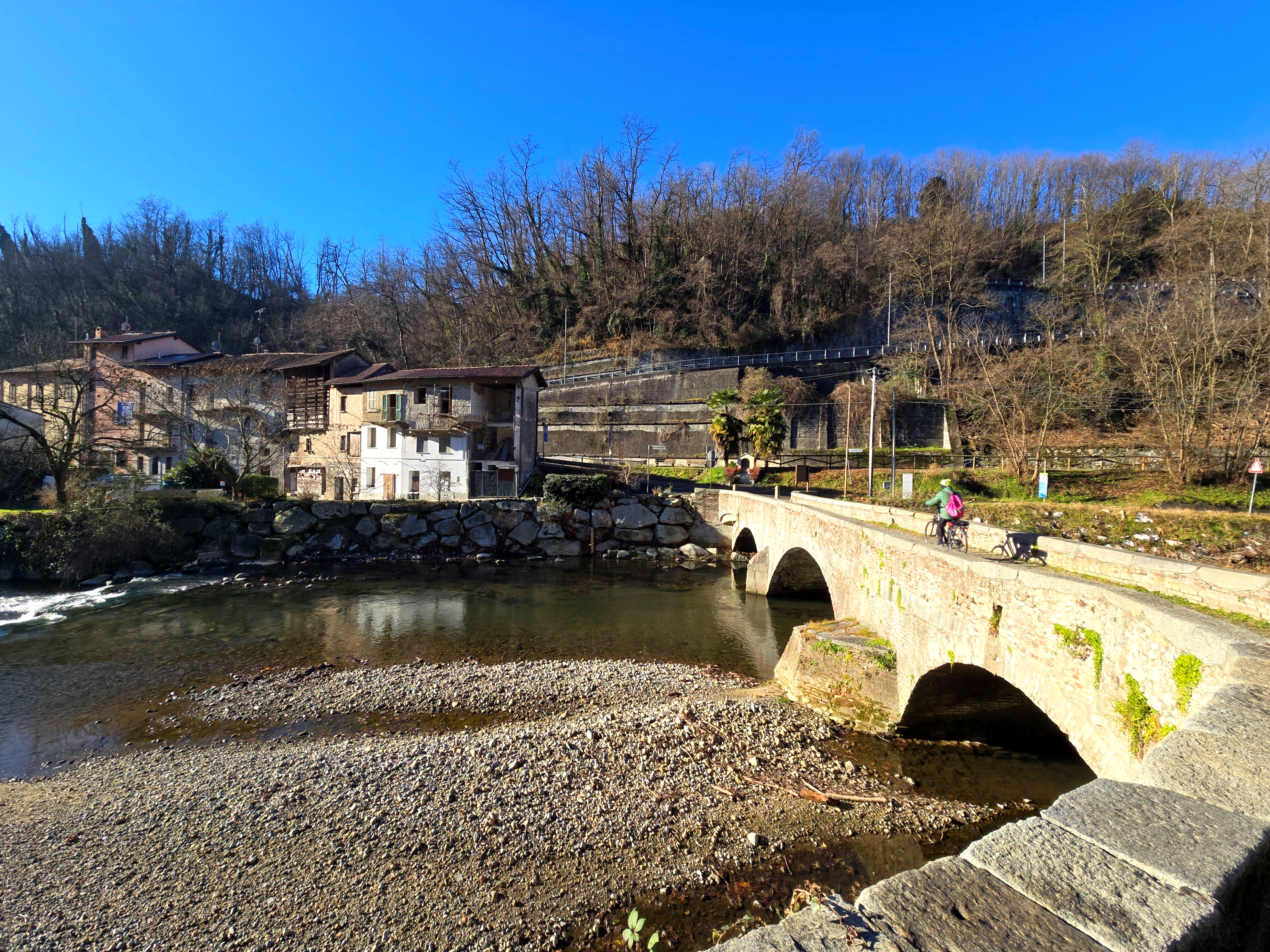
Il fiume Olona a Castiglione Olona, con il ponte medioevale

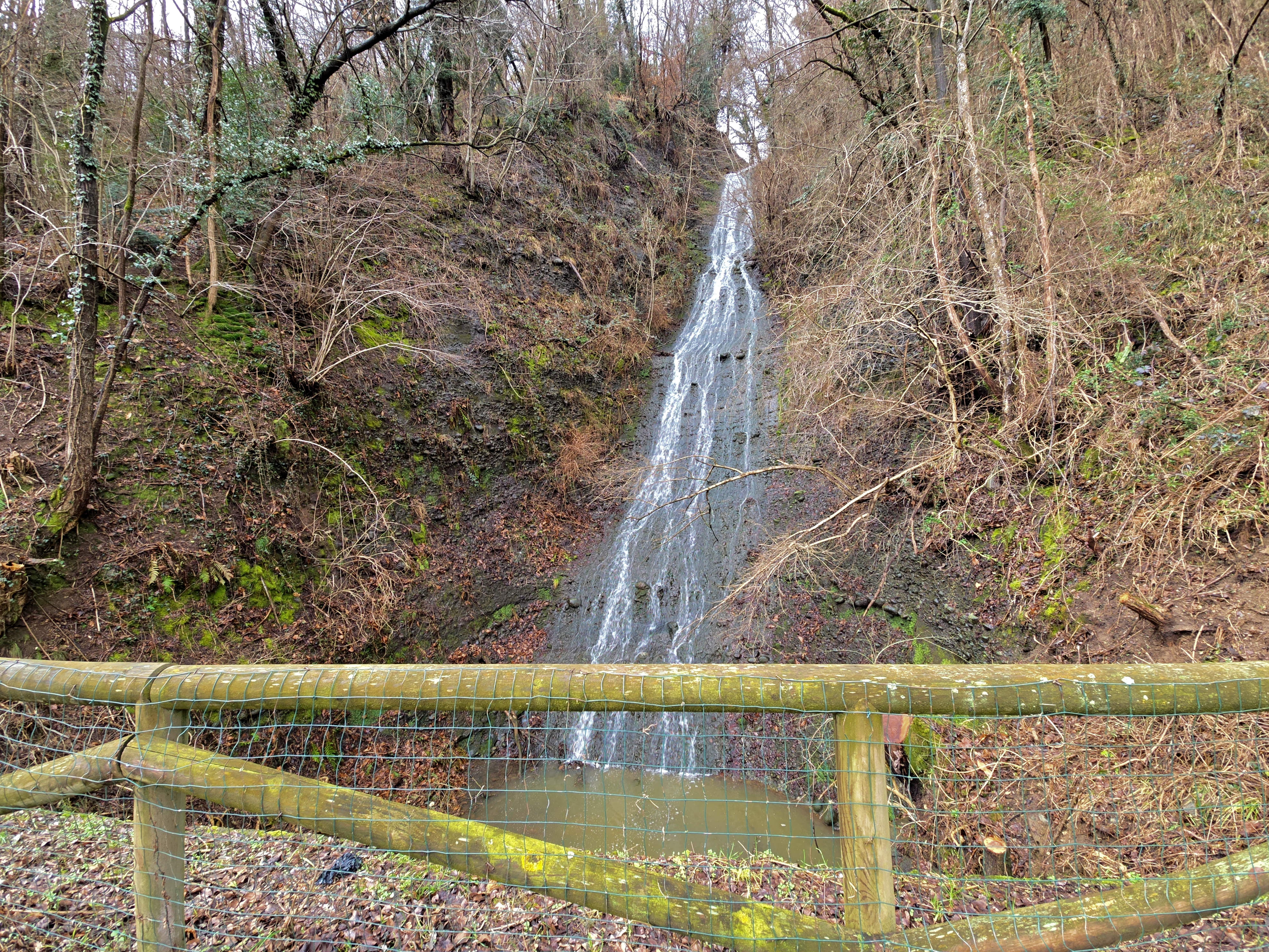
Castiglione Olona: cascata Riale delle Selve, nel Monumento Naturale Gonfolite e Forre dell’Olona, vista dalla pista ciclopedonale lungo il fiume Olona

Il Parco Rile Tenore Olona (RTO) è un'area protetta di interesse sovracomunale che si sviluppa intorno all'Olona, il Rile e il Tenore. Ha una superficie di circa 1400 ettari e si estende sul territorio dei Comuni di Castiglione Olona, Gazzada Schianno, Lozza, Morazzone, Caronno Varesino, Gornate Olona, Lonate Ceppino, Castelseprio e Carnago nella Provincia di Varese. Il 30 luglio 2015 anche il Comune di Cassano Magnago ha deciso di entrare nel parco.
Il Parco è costituito da un territorio caratterizzato da estesi terrazzamenti di origine fluvio-glaciale, i cosiddetti pianali morenici ed è ricco di siti di rilevanza storica e culturale. La particolare geologia del territorio permette la nascita di numerosi piccoli torrenti alimentati da acque risorgive e acque piovane. Oltre a vaste zone boschive, sono presenti ampi prati.
La  flora è quella tipica lombarda, composta in prevalenza da pino silvestre, farnia, carpino, castagno, robinia, nocciolo, platano, frassino, quercia rossa, pioppo nero, olmo, acero e ontano nero.
La fauna è ricchissima. Sono presenti numerosissime specie di mammiferi, uccelli, anfibi e invertebrati.
Il parco dovrebbe essere attraversato dalla Ciclovia Olona Lura, un itinerario ad anello di 165km in grado di connettersi ad altri 6 parchi locali lungo il fiume Olona ed il torrente Lura.
Nel parco RTO, all’interno del Comune di Castiglione Olona, si trova il Monumento Naturale Gonfolite e Forre dell’Olona, un’area protetta istituita nel 2008.